# غوتوفريد أنغربويك
غوتوفريد أنغربويك (بالألمانية: Gottfried Ungerböck)‏ (ولد15 مارس 1940, فيننا). مهندس اتصالات نمساوي. حائز على وسام ريتشارد هامينغ عام 1994.

## وصلات خارجية
- 1997 Australia Prize
- Ungerboeck Wins "Nobel Prize of Communications"
- Gottfried Ungerboeck Oral History, IEEE Global History Network